# Judas Thaddäus Zauner

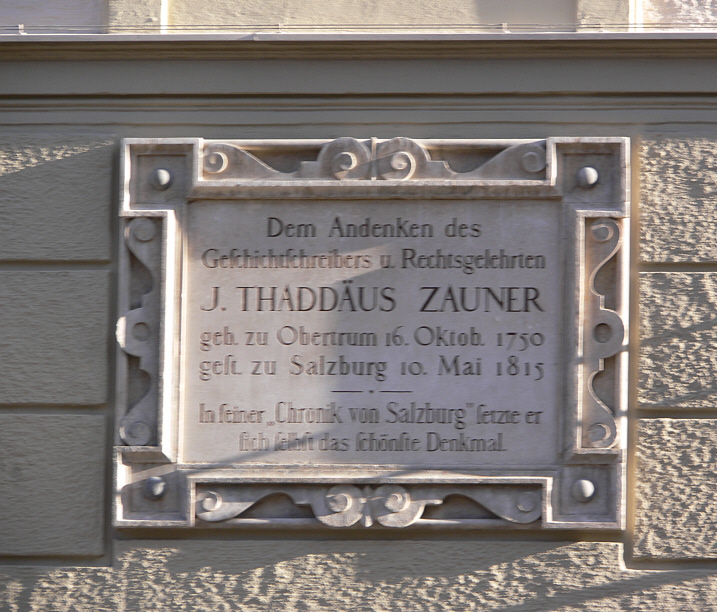
Gedenktafel in Salzburg

Judas Thaddäus Zauner (auch J. Thaddäus Zauner; * 16. Oktober 1750 in Zaun, Obertrum am See; † 10. Mai 1815 in Salzburg) war ein österreichischer Rechtswissenschaftler, Historiker und Hochschullehrer.

## Leben
Zauner war Sohn armer Landwirte. Durch einen Verwandten konnte das als begabt geltende Kind eine höhere Ausbildung erlangen. Im Mai 1764 wurde er am Gymnasium Salzburg aufgenommen. Seine Fortschritte bewegten den Fürsterzbischof Sigismund III. Christoph von Schrattenbach den jungen Zauner finanziell zu unterstützen. 1770 schloss er die Gymnasialstudien ab und wandte sich den universitären Studien zu. Nach einem Studium der Philosophie und Mathematik wurde er am 21. August 1772 zum Dr. phil. promoviert. Zunächst verfolgte er den Plan Priester zu werden. Er bestand in Passau die Aufnahmeprüfung sehr gut, wurde aber aufgrund seiner geringen Körpergröße (wohl nur 150 cm) abgelehnt.
Zauner kehrte nach Salzburg zurück, wo er sich dem Studium der Rechtswissenschaft widmete. In dieser Zeit diente er als Hauslehrer im Haus des Geschichtsprofessors Johann Philipp Stainhauser. Dieser weckte sein Interesse für die Geschichtswissenschaft. 1779 erhielt er das Lizentiat beider Rechte. Im selben Jahr wurde er salzburgischer Konsistorial- und Hofgerichtsratsadvokat sowie kaiserlicher öffentlicher Notar. Am 30. März 1787 wurde er Mitglied der Sittlichen und landwirtschaftlichen Gesellschaft zu Burghausen und am 21. März 1801 korrespondierendes Mitglied der Bayerischen Akademie der Wissenschaften.
Zauner nahm 1803 einen Ruf als Professor der Rechte an die Salzburger Universität an. Gleichzeitig wurde er am 9. September 1803 zum Dr. iur. promoviert. Er erhielt den Titel eines Hofrats und 1805 die Ernennung zum wirklichen Hofkriegsrat sowie nach dem Herrschaftswechsel zum 30. September 1808 die Ernennung zum Landrat. Als 1810 die Hochschule in ein Lyzeum umgewandelt wurde, verlor er seine Professur. 18. April 1811 wieder unter bayerischer Herrschaft wurde er abermals Hofrat sowie Professor der Geschichte am dortigen Lyzeum und Leiter der Universitätsbibliothek Salzburg. Ab 1812 lehrte er außerdem lateinische Philologie.
Zauner starb 1813 an einem Nervenfieber.

## Werke (Auswahl)
- Resultat des Emser Congresses von den vier deutschen Erzbischöffen unterzeichnet, Frankfurt und Leipzig 1787.
- Judas Thaddäus Zauner’s biographische Nachrichten von den Salzburgischen Rechtslehrern von der Stiftung der Universität an bis auf gegenwärtige Zeiten, Waisenhaus, Salzburg 1789.
- Über das unredliche Betragen der Feinde der Aufklärung, Mayr, Salzburg 1791.
- Ueber die Kollegialrechte in der katholischen Kirche: Ein Fragment zur neuesten Kirchenrechtsgelehrsamkeit, Wien 1793.
- Zweifel für und wider die Exemtion des Erzstifts Salzburgs von dem kurpfälzischen Reichsvikariats-Sprengel, Mayr, Salzburg 1794.
- Chronik von Salzburg, 7 Bände, Duyle, Salzburg 1796–1813.
- Beyträge zur Geschichte des Aufenthalts der Franzosen im Salzburgischen, und den angränzenden Gegenden. Mehrere Teile in drei Bänden, Mayr, Salzburg 1801–1803.
- Historische Übersicht des Lothringisch-Österreichischen Erzhauses: Als Einleitung zur Kenntniß des jetztregierenden Kurhauses in Salzburg, Zaunrith, Salzburg 1803.
- Verzeichniß aller akademischen Professoren zu Salzburg vom Jahre 1728 bis zur Aufhebung der Universität: mit kurzen Nachrichten von ihren Leben und ihren Schriften herausgegeben, Mayr, Salzburg 1813.
- Kurtzer Entwurf der lateinischen Literatur, Mayr, Salzburg 1815.